# Cannes Corporate Media & TV Awards
Les Cannes Corporate Media & TV Awards sont un des principaux festivals internationaux dédiés aux films institutionnels (également connus en tant que films Corporate), documentaires et films destinés à un usage en ligne. Aux côtés du Festival de Cannes et des Cannes Lions, les Cannes Corporate Media & TV Awards font partie des grands festivals internationaux ayant lieu dans cette ville.
Chaque octobre, lors de la Cérémonie de la Remise des Prix des Cannes Corporate Media & TV Awards, les meilleures créations du répertoire mondial Corporate et documentaire sont récompensées par des Dauphins d'Or, d'Argent, Noir et Bleu, ainsi que le Dauphin Blanc, le Grand Prix du festival.
Le festival international est ouvert aux producteurs, réalisateurs, agences de production et de communication, grandes entreprises, institutions publiques ou encore aux ONG et étudiants qui sont désireux de voir leur travail reconnu à l’international.

## Histoire
C’est à la fin des années 2000 qu’est apparue la nécessité de créer un festival Corporate d’envergure mondiale qui est situé en Europe. Un festival qui rassemble les professionnels des secteurs audiovisuel et Corporate du monde entier dans un lieu mythique afin de célébrer le grand répertoire des films Corporate, documentaires et des films destinés à un usage en ligne .

## Cannes Corporate Media & TV Awards 2010
La première édition des Cannes Corporate Media & TV Awards en 2010 a rassemblé ainsi plus de 350 inscriptions venant de 27 pays du globe. Le Jury international (dont certains détenteurs d’Oscars et d’Emmys) récompense les meilleures créations parmi cette sélection mondiale de haut niveau. Le Dauphin Blanc, la plus haute distinction du Festival, a été remis au Néerlandais Pieter-Rim de Kroon pour son film « A Timeless Mystery » (« Un mystère intemporel ») réalisé pour Nolet Distillery. Lors de la Cérémonie de la Remise des Prix, le 14 octobre 2011, au Majestic Barrière sur la Croisette, Monsieur le Député-maire de Cannes, Bernard Brochand, déclare : « Ce festival est exactement ce qui manquait à Cannes. »

## Cannes Corporate Media & TV Awards 2011
La deuxième édition des Cannes Corporate Media & TV Awards rassemble 410 inscriptions venant de 27 pays (du Japon au Mexique, en passant par Singapour, la Malaisie, la Russie, Israël, la Serbie, l’Allemagne, le Royaume-Uni et les États-Unis…) et notamment de la France et de la Belgique qui ont fait une entrée remarquée dans le haut du tableau, démontrant la qualité des productions Corporate francophones.
Le 13 octobre 2011 au Palm Beach Cannes, devant un parterre de professionnels du monde entier, le Jury international a décerné une vingtaine de Dauphins (Sur un total de 83 trophées) aux productions françaises. Le Dauphin Blanc de cette deuxième édition a donc été décerné à la France pour la campagne « Interview des STI Stars »  réalisée par McCann Paris pour l’INPES.

## Cannes Corporate Media & TV Awards 2012
Plus de 660 films de 35 pays à travers le monde ont été en compétition pour cette troisième édition ce qui fait désormais de cet évènement la plus grande manifestation de ce genre en Europe.
C'est le 18 octobre 2012 au Palm Beach Cannes que la Cérémonie de la Remise des Prix se déroule devant 300 professionnels présents pour cette occasion, dans le cadre de laquelle non moins de 129 lauréats reçoivent les fameux Dauphins d'Or, d'Argent et Noir convoités dans chacune des 36 catégories. Les gagnants de cette édition remarquable sont représentés par des pays aussi variés que l’Australie, le Japon, la Russie, les Émirats arabes unis, le Qatar, la Turquie, la Pologne, l’Allemagne, la Belgique, la France, l’Espagne, le Maroc, le Mexique, le Brésil ou encore les États-Unis et le Canada.
Après la France en 2011, c'est le Brésil qui s'est vu recevoir le Dauphin Blanc cette année pour le groupe Vale avec une campagne de sécurité destinée à ses employés et réalisée par Conspiração Filmes SA. Le répertoire français ne démérite pas en 2012 puisque la France prend la tête du classement avec 32 Dauphins. Parmi les 35 pays en compétition, la Belgique, le Canada, le Maroc et le Sénégal se sont également largement illustrés.

## Cannes Corporate Media & TV Awards 2013
Lors de la remise des prix de la 4e édition du festival, 120 films sur un total de 719 inscriptions venant de 40 pays à travers le monde ont été récompensés avec les dauphins d’Or, d’Argent et Noir dans chacune des
36 catégories.
Les lauréats de cette édition représentent des pays comme l’Australie, la France, les Pays-Bas, la Belgique, le Japon, la Russie, les Émirats arabes unis, le Danemark, le Qatar, le Kazakhstan, le Brésil, la Nouvelle-Zélande, l’Allemagne, la Thaïlande, Singapour, le Maroc, le Mexique, les États-Unis et Taïwan. 
L’agence australienne kwp! Advertising en collaboration avec la Commission Touristique de l’Australie méridionale a remporté le Grand Prix de la 4e édition des Cannes Corporate Media & TV Awards avec le film
« Barossa. Be Consumed ».

## Cannes Corporate Media & TV Awards 2014
La 5e édition des Cannes Corporate Media & TV Awards a compté un total de 725 inscriptions dont le jury international a élu un nombre de 141 films à recevoir des trophées. 
Le Grand Prix a été attribué à la production suisse « Das Leben braucht Mut »  (« La vie a besoin de courage ») de stories AG pour la Caisse nationale suisse d'assurance en cas d'accidents (SUVA). 
Le monde francophone a remporté un total de 32 trophées, dont 23 pour la France et 9 pour la Belgique.

## Cannes Corporate Media & TV Awards 2015
Dans le cadre de la 6e édition des Cannes Corporate Media & TV Awards, qui a eu lieu le 14 et le 15 octobre 2015, un total de 772 films venant d'une quarantaine de pays ont été soumis au concours dont 152 ont 
reçu des trophées. C’est le film « The Heartbeat of Switzerland » (« Le battement du cœur de la Suisse ») des Chemins de Fer Fédéraux de la Suisse (CFF) produit par The Film Agency qui a remporté le Grand Prix. 
Parmi les gagnants se sont trouvés, entre-autres, les pays suivants : l’Afrique du Sud, l’Argentine, l’Australie, le Bangladesh, la Belgique, le Brésil, le Canada, le Danemark, les Émirats arabes unis, les États-Unis, la Finlande, la France, Hong Kong, l’Inde, le Japon, la Norvège, le Qatar, la Russie, la Suède et Taïwan. 

## Cannes Corporate Media & TV Awards 2016
La 7e édition des Cannes Corporate Media & TV Awards a rassemblé presque 1000 inscriptions de films provenant d’un nombre de 50 pays différents. 177 ont été primés par le jury international.  
Parmi les participants se sont de nouveau trouvés des pays des quatre coins du monde comme par exemple : l’Azerbaïdjan, la Bulgarie, le Chili, l’Estonie, la République dominicaine,  l’Indonésie, l’Irlande, l’Italie, le 
Liban, le Liechtenstein, les Maldives, les Philippines, la Serbie, la Slovénie et la Thaïlande.
La société de production Threesixzero Productions  a reçu le Grand Prix du meilleur film du festival pour son film d'entreprise « Jus des Idées » qui a été produit pour le Restaurant André de Singapour. Le film a non seulement remporté le Grand Prix, mais a également été récompensé avec trois Dauphins d'Or dans les catégories Films d’entreprises, Communication Marketing – B2C et Films d’informations.
Une des entreprises ayant gagné le plus de trophées était The Edge Picture Company. Ils ont reçu huit Dauphins dans les couleurs Argent, Or, Noir et Bleu. 
Le marché francophone a également pu marquer un signe important. Dans la catégorie Sujets écologiques  la moitié des trophées a été dédié à des sociétés de production francophones. 

## À savoir
Depuis 2015, le Dauphin Bleu, qui récompense la meilleure entreprise de production de l’année, a rejoint les trophées.  
Les Cannes Corporate Media & TV Awards font partie du Comité International des Festivals du Film Touristique (CIFFT) et sont soutenus par l’Organisation mondiale du tourisme (OMT) des 
Nations unies.

### Site Officiel
- « Cannes Corporate Media & TV Awards », sur cannescorporate.com via Internet Archive (consulté le 31 décembre 2023)

### Liens Externes
Les Cannes Corporate Media & TV Awards font partie du Comité International des Festivals du Film Touristique (CIFFT) et sont donc soutenus par :
- Organisation Mondiale du Tourisme des Nations unies (UNWTO)
- Commission Européenne du Tourisme (CET)
- Pacific Asia Travel Association (PATA)
- Centroamérica
- Caribbean Tourism Association